# José Feliciano
José Monserrat Feliciano García (n. 10 septembrie 1945, Lares, Puerto Rico) este un cântăreț portorican de muzica ușoară, chitarist și compozitor care s-a făcut cunoscut în întreaga lume pentru interpretarea mai multor hit-uri internaționale printre care și cântecul de crăciun din 1970 „Feliz Navidad”.
A fost unul din primii cântăreți de origine latino-americană care s-a impus pe scena muzicii ușoare anglofone. A fost un deschizător de drum pentru alți artiști, menținându-și renumele vreme de cinci decenii și influențând scena muzicii pop pentru mai mult de două generații. 
Artist orb din naștere (în urma unui glaucom cogenital) și dintr-o familie defavorizată, a înregistrat primul său album la 19 ani. De atunci a înregistrat peste 60 de discuri pe piața muzicii anglo-saxone și în limba spaniolă. Este considerat un virtuoz al chitarei spaniole și cu vocea sa puternică și neconfundabilă, a interpretat și publicat peste 600 cântece. Discurile sale s-au vândut în circa 50 milioane de exemplare.
Deși principalele sale șlagăre au fost mai ales în genul boleroului și al baladelor, Feliciano este renumit și pentru interpretările sale de muzică soul, rock, jazz și în diverse ritmuri latine.
Deși s-a afirmat printr-un mare număr de cântece, trei piese au marcat parcursul său muzical: „Light my fire” (1968) (al formației americane de rock The Doors din 1966) care i-a deschis porțile popularității mondiale, cântecul italian  „Che Sarà” (1971)p e care l-a interpretat la Festivalul de la Sanremo și „Feliz Navidad”. 
45 din discurile sale au fost încununate ca „discuri de aur” și „de platină”. A avut un număr foarte mare de candidaturi la premiul Grammy, pe care l-a câștigat în nouă rânduri, odată și pentru întreaga sa carieră artistică.  
În 1987 a fost onorat cu o stea pe Aleea Celebrității de la Hollywood (Hollywood Walk of Fame. În 1996 magazinul Billboard i-a conferit un premiu  pentru întreaga sa activitate (Lifetime Achievement). 
În calitatea de compozitor, Feliciano este autorul a peste 100 de cântece întregistrate, dintre care se pot menționa: „No hay sombra que me cubra” ,  „Ay, cariño” ,  „Paso la vida pensando” ,  „Me has echado al olvido” ,  „Destiny” ,  „Come Down Jesus” ,  „Angela” ,  „Rain” ,  „Chico & The Man” ,  „Hard Times In El Barrio” , de asemenea al unor piese instrumentale ca  „Pegao”  și  „Affirmation” 
A fost unul din primii artiști care au înregistrat discuri cu intrepretări în duet, intre care se pot reține „Para decir adiós” cu Ann Kelly (1982),„Por ella” cu José José, „Un amor así” cu Lani Hall, și „Tengo que decirte algo” cu Gloria Estefan
În 2013 a fost sărbătorit la New World Center din Miami în cadrul Salonului Celebrității al compozitorilor latini, alături de Julio Iglesias, Armando Manzanero și Manuel Alejandro.